# Emmanuel Goldstein
Emmanuel Goldstein è un personaggio letterario creato da George Orwell, presente nel romanzo 1984. È il nemico principale del Partito che governa Oceania. A causa della sua opposizione al Grande Fratello, ogni giorno a partire dalle 11.00, in ogni ufficio e luogo pubblico si tengono manifestazioni di isteria collettiva contro di lui: i famosi "Due minuti d'odio".
Probabilmente Orwell prese ispirazione per questo personaggio da Lev Trockij (il cui vero nome era Lev Davidovič Bronštejn), l'uomo che analogamente fungeva da capro espiatorio del regime sovietico; Goldstein, come Trockij, era stato membro del partito ma dopo la sua ascesa ne era stato espulso e ne era considerato un nemico; le loro comuni origini ebraiche vengono presentate da Orwell come stigma di alterità, che facilita il compito di chi desidera scatenare contro di loro le folle. In tale contesto potrebbe essere presente anche un'autocritica che Orwell, nel corso degli anni, avrebbe sviluppato verso i leggeri sentimenti antisemiti che aveva nutrito in alcune fasi della propria vita.
Goldstein in 1984 è anche il leader de "La Fratellanza" (o "La Confraternita" secondo le traduzioni), un'organizzazione segreta che combatte il Partito. "La Fratellanza" è organizzata in cellule, e ogni membro deve leggere il libro, presumibilmente scritto da Goldstein, Teoria e prassi del collettivismo oligarchico (The Theory and Practice of Oligarchical Collectivism).
Il protagonista del romanzo, comunque, appurerà in seguito che Goldstein e la Confraternita sono concetti sfruttati dal Partito per individuare eventuali ribelli, al punto che la loro stessa esistenza non è data per certa.

## Altri riferimenti
- "Emmanuel Goldstein" è anche lo pseudonimo con il quale è noto Eric Gordon Corley, classe 1959, pioniere nelle comunità hacker (e phreaker) dagli anni ottanta, in quanto creatore della rivista 2600 The Hacker Quarterly da lui fondata nel 1984, assieme alla conseguente fondazione no-profit 2600 Enterprises, Inc.
- "Emmanuel Goldstein" è inoltre il vero nome del personaggio interpretato da Matthew Lillard nel film Hackers, del 1995. È più conosciuto con il suo soprannome, "Cereal Killer".